# Glucuronato reduttasi
La glucuronato reduttasi è un enzima appartenente alla classe delle ossidoreduttasi, che catalizza la seguente reazione:
L-gulonato + NADP+ ⇄ D-glucuronato + NADPH + H+
Inoltre è capace di ridurre il D-galatturonato. È possibile che Alcol deidrogenasi (NADP+) (EC 1.1.1.2) sia lo stesso enzima.